# Pelm
Pelm település Németországban, Rajna-vidék-Pfalz tartományban. Lakosainak száma 932 fő (2023. december 31.).

## Népesség
A település népességének változása:
| Lakosok száma | 825  | 1001 | 973  | 953  | 941  | 932  |
|               | 1975 | 2017 | 2019 | 2021 | 2022 | 2023 |